# Moluki
Moluki so otočje v Jugovzhodni Aziji, ki leži v Bandskem morju med Sulavezijem na zahodu in Novo Gvinejo na vzhodu. Tvori ga približno 1000 otokov s skupno površino 74.505 km², ki upravno spadajo pod indonezijski provinci Moluki in Severni Moluki.

## Zgodovina
Severni otoki so dom nageljnovih žbic, osrednji del otočja pa je znan po muškatovcih in pridelavi muškatnih oreškov. S temi dragocenimi dišavami so prebivalci trgovali že pred prihodom Evropejcev, v začetku 16. stoletja pa so otočje za svojo posest razglasili Portugalci. Moluki so takrat dobili tudi ime Dišavni otoki. Sledilo je krvavo kolonialno obdobje, ko so se Portugalci borili za nadzor nad območjem z lokalnim prebivalstvom in ostalimi kolonialnimi velesilami, od katerih so nazadnje Moluke zavzeli Nizozemci.
Od zamrtja trgovanja z začimbami v 18. stoletju so Moluki gospodarsko nepomembni. Od konca druge svetovne vojne in osamosvojitve Indonezije otočje pretresa medversko nasilje med kristjani in muslimani.

## Flora in favna
Biogeografsko spadajo Moluki s Sulavezijem in Malimi Sundskimi otoki v regijo »Wallacea«, prehodno območje med azijsko in avstralsko kontinentalno polico, ki jo zaznamuje izredno visoka biotska raznovrstnost številnih skupin živih bitij. Na stotinah izoliranih otokov je prišlo v geološki zgodovini do bujne speciacije, posledica česar je visok delež endemnih vrst. Zdaj velja to območje za »vročo točko« biotske raznovrstnosti.